# Tracey Ullman
Trace Marie Ullman (Slough, 30 de dezembro de 1959), mais conhecida como Tracey Ullman, é uma atriz britânica, naturalizada norte-americana.

## Biografia
Tracey nasceu em Slough, Inglaterra. Desde 2006 tornou-se cidadã dos Estados Unidos ficando com dupla nacionalidade.
Tracey Ullman começou como dançarina aos 16 anos antes de enveredar pelo teatro e depois pela música.
As suas primeiras aparições na televisão foram em comédia. Até aos anos oitenta apareceu em A Kick Up the Eighties com Rik Mayall e Miriam Margolyes e Three of a Kind com Lenny Henry e David Copperfield. Apareceu também em Girls on Top com Dawn French e Jennifer Saunders.
Mais tarde emigrou para os Estados Unidos e criou o seu próprio programa, The Tracey Ullman Show, entre 1987 e 1990. Os Simpsons apareceram pela primeira vez neste programa. Mais tarde produziu programas para a HBO, como Tracey Takes On... pelos quais recebeu numerosos prémios. Depois mudou-se para a Showtime com o programa Tracey Ullman's State of the Union (2008-2010).

## Filmografia e Televisão
- Mackenzie (1980) TV  – Lisa MacKenzie
- Three of a Kind (1981) TV
- Happy Since I Met You (1981) (TV) – Karen
- A Kick Up the Eighties (1981) TV – Varios papéis
- Give My Regards to Broad Street (1984) – Sandra
- Plenty (1985) – Alice Park
- "Girls On Top" (1985) TV – Candice Valentine
- Jumpin' Jack Flash (1986) – Fiona
- The Tracey Ullman Show (1987–1990) – TV
- I, Martin Short, Goes Hollywood (1989) (TV)
- I Love You to Death (1990) – Rosalie Boca
- Tracey Ullman: A Class Act (1992) (TV)
- Death Becomes Her (1992) – Toni
- Happily Ever After (1993) (voz) – Thunderella and Moonbeam
- Robin Hood: Men in Tights (1993) – Latrine
- Household Saints (1993) – Catherine Falconetti
- Tracey Ullman Takes On New York (1993) (TV)
- I'll Do Anything (1994) – Beth Hobbs
- Bullets Over Broadway (1994) – Eden Brent
- Prêt-à-Porter (1994) – Nina Scant
- The Little Lulu Show (1995) TV series – Lulu
- Tracey Takes On... (1996–1999) – TV
- Ally McBeal (1997–2000) – Dr Tracey Clark
- C-Scam (2000)
- Panic (2000) – Martha
- Small Time Crooks (2000) – Frenchy
- Visible Panty Lines (2001–2002) TV
- Tracey Ullman in the Trailer Tales (2003) (TV) – Ruby Romaine/Svetlana/Pepper Kane
- A Dirty Shame (2004) – Sylvia Stickles
- Tracey Ullman: Live and Exposed (2005)
- The Cat That Looked at a King (2004) (V) (voz) – The Cat
- Corpse Bride (2005) (voz) – Nell Van Dort/Hildegarde
- Kronk's New Groove (2005) (V) (voz) – Ms. Birdwell
- Once Upon a Mattress (2005) (TV) – Princess Winnifred
- I Could Never Be Your Woman (2007) – Mother Nature
- Dawn French's Girls Who Do Comedy TV  (2006)
- The Tale of Despereaux (2008) (voz) – Mig
- Tracey Ullman's State of the Union (2008–2010) TV
- How i met your mother (2014) – Genevieve Sherbatsky
- Into the Woods (2014) - Mãe de João
- The Prom (2020) - Vera Glickmann